# Szymon Orłowski
Szymon Orłowski (ur. 15 lipca 1978 w Szczecinie) artysta, muzyk, basista, kompozytor, instrumentalista, aranżer, absolwent Wydziału Jazzu Akademii Muzycznej w Katowicach.
Prezes zarządu Stowarzyszenia Promocji Kultury i Sztuki LOFT ART Twórca warsztatów muzyczno-wokalnych Music Art, w których jako wykładowcy do tej pory wzięli udział m.in. Łukasz Poprawski, Wojtek Olszak, Bartek Królik, Wojciech Pilichowski czy Marek Raduli. Pomysłodawca i organizator festiwalu Music Art Festival – Odkryj Muzyczny Szczecin, który odbył się w Szczecinie 2012r.
Zaczynał jako wokalista w punkowej kapeli. Jako basista współpracował z zespołami: DZIKA CHERRY, Blue Crow, Grupo Costa, AVA, Piloci Nocy. Był również członkiem zespołu Moniki Nowakowskiej (ISA). Występował w zespole hip-hopowym AVARIA i Korporacja (obok m.in. Grzegorza Grzyba i Marka Kazany). Współpracował ze szczecińskim duetem hip-hopowym Łona i Webber m.in. przy realizacji klipu Łona & The Pimps “Bumbox”. Ze swoim jazzowym trio „Clockwork” (z Maćkiem Wróblem i Łukaszem Poprawskim) nagrał i wydał pod koniec 2011 roku płytę „Myopic”. Współpracuje ze Szczecińskim Stowarzyszeniem Orkiestra Jazzowa. Występował wielokrotnie podczas kilku edycji festiwalu Zmagania Jazzowe. W listopadzie 2011 wraz z zespołem Sylwestra Ostrowskiego wystąpił w Chinach na Międzynarodowym Festiwalu Kultury i Turystyki w Kantonie.
Szymon Orłowski od 2004 roku na stałe współpracuje z zespołem SKLEP Z PTASIMI PIÓRAMI z którym nagrał cztery albumy i koncertuje w kraju i za granicą. Z Lechem Grochalą (perkusistą w Sklepie z Ptasimi Piórami) tworzy też projekt muzyczny „Toftamto”
Obecnie razem z Magdaleną Wilento stworzył duet basowo-wokalny.
W Jego dorobku artystycznym są już płyty z gatunku m.in. muzyki jazzowej i poezji śpiewanej. Zrealizował projekt GRANIE HERBERTA – wydawnictwo płytowe oraz koncert live uświetniające obchody Szczecińskich Dni Herberta. Do Jego dorobku należy też projekt, który powstał w 2005 roku RYKOSZEPT będący zbiorem autorskich kompozycji wydanych na płycie z którymi zdobył wiele nagród na festiwalach i konkursach muzycznych.
Opracował muzykę do spektakli: opartego na twórczości Andrzeja Zauchy „Dobranoc Mr Blues” oraz na twórczości Heleny Majdaniec „Jutro Będzie Dobry Dzień”, które są wystawiane w Szczecinie m.in. w Piwnicy Artystycznej Loft. Projekt Jutro Będzie Dobry Dzień został wydany w formie albumu CD z utworami ze spektaklu.
Występuje jako muzyk w spektaklach m.in. w musicalu Rent (premiera 7 listopada 2008 roku) wystawianym w szczecińskiej Operze na Zamku. Brał też udział w spektaklu CYRK 1976 w szczecińskim Teatrze Współczesnym oraz „Waśnie 1001 nocy” Filipa Cembali i recitalu „Czerwony Element” Olgi Adamskiej w szczecińskim Teatrze Polskim.Brał udział w spektaklu LOS 2, który odbył się w sierpniu 2007 roku Na Zamku Książąt Pomorskich w Szczecinie. Spektakl był efektem warsztatów teatralnych z udziałem młodzieży z ośrodka MONAR w Babigoszczy.
W 2011 r. wyróżniony stypendium Marszałka Województwa Zachodniopomorskiego w dziedzinie kultury dla osób zajmujących się profesjonalnie twórczością artystyczną.
Żonaty. Córka Maja.

## Dyskografia
1. „O czym pani marzy...” Sklep z Ptasimi Piórami Live – marzec 2013
2. „Columbus Jazz Coffee” – 2012, Stowarzyszenie Orkiestra Jazzowa a oraz Columbus Coffee
3. „Jutro Będzie Dobry Dzień” – 2011, Stowarzyszenie Loft Art
4. „Myopic”, Clockwork+Poprawski – 2011, wyd. własne
5. „Gorączka Sobotniej Nocy”, Sobota – 2011,StoproRap
6. „Ulica Mandelsztama”, Sklep Z Ptasimi Piórami – 2010, MTJ
7. „Grudzień ’70”, Sklep Z Ptasimi Piórami – 2010, Polskie Radio Szczecin
8. „Sobotaż”, Sobota – 2009, StoproRap
9. „Stempelek”, Sklep Z Ptasimi Piórami – 2008, MTJ
10. „Poleż Ze Mną”, Beata Andrzejewska – 2008, Polskie Radio Szczecin
11. „Granie Herberta” – 2007, DK Klub 13 Muz
12. „Torba Na Rzeczypospolite”, Rykoszept – 2007, Isak
13. „Gramy 2007”, składanka – 2007, Polskie Radio Szczecin
14. „Szczecin Główny Dwa” składanka – 2007, Brama Jazz Cafe